# Бараннікова Єлизавета Василівна
Єлизаве́та Васи́лівна Бара́ннікова (рос. Елизавета Васильевна Баранникова; *1923 — 1994) — вчений-фольклористка, казкознавиця (спеціалізація: прозовий фольклор бурятів); відмінник народної просвіти РСФСР, заслужений діяч науки Бурятської АРСР.

## З життєпису
Народилась у 1923 році в улусі Хохорськ Боханського району Іркутської області. 
У 1946 році закінчила Іркутський державний університет. 
У 1951 році закінчила аспірантуру при кафедрі монгольської філології східного факультету Ленінградського держуніверситету. 
У період 1952—1965 років Є. В. Бараннікова — викладачка, доцент, від 1965 року до 1970 року — завідувач кафедри російської та закордонної літератури Бурятського державного педінституту ім. Д. Банзарова. 
У 1970-1994 роки працювала старшим науковим співробітником літературознавства, фольклористики і мистецтвознавства БІВН, керівником тематичної групи казкознавців. 
Пішла з життя у 1994 році.

## Наукова діяльність
Є. В. Бараннікова займалась проблемами бурятської фольклористики, зокрема казкознавством. 
Під керівництвом Є. Бараннікової здійснено 3-томне наукове видання-білінгва (бурятською та російською мовами): «Бурятские народные сказки», що є її magnum opus.
Також взяла участь у підготовці 2-х бурятських томів фольклорної серії «Памятники фольклора народов Сибири и Дальнего Востока», причому другий, присвячений бурятським народним тваринним і побутовим казкам (2000), став її останньою книгою. 
Авторка загалом 42-х наукових праць.